# Matthias Jung (Philosoph)
Matthias Jung (* 1960) ist ein deutscher Philosoph und Hochschullehrer.

## Leben
Jung studierte Philosophie, Germanistik und Katholische Theologie in Frankfurt am Main. 1989 promovierte er mit einer Dissertation über Martin Heidegger, 1997 folgte die Habilitation mit einer Schrift über den Begriff religiöser Erfahrung. Im Anschluss war er bis 2004 als Dozent für Praktische Philosophie und Ethik an der TU Chemnitz tätig. Von 2004 bis 2010 nahm Jung verschiedene Fellowships und Gastprofessuren wahr, u. a. am Max-Weber-Kolleg, an der Berlin-Brandenburgischen Akademie der Wissenschaften und an den Universitäten Jena, Emory und St. Louis. Seit dem Jahr 2010 ist Jung Professor für Philosophische Ethik und Rechtsphilosophie an der Universität Koblenz-Landau (seit 1. Januar 2023 Universität Koblenz).

## Schriften (Auswahl)
- Das Denken des Seins und der Glaube an Gott. Zum Verhältnis von Philosophie und Theologie bei Martin Heidegger (Zugl.: Frankfurt (Main), Univ., Diss., 1989), Königshausen und Neumann, Würzburg 1990, ISBN 978-3-88479-533-0.
- Erfahrung und Religion. Grundzüge einer hermeneutisch-pragmatischen Religionsphilosophie (Zugl.: Frankfurt (Main), Univ., Habil.-Schr.), Alber, Freiburg 1999, ISBN 978-3-495-47903-2.
- Einheit in Vielheit? Europas kulturelle Identität als Forschungsaufgabe, Berliner Wissenschafts-Verlag, Berlin 2008, ISBN 978-3-8305-1543-2.
- Der bewusste Ausdruck. Anthropologie der Artikulation, de Gruyter, Berlin/New York 2009, ISBN 978-3-11-022228-9.
- Hermeneutik zur Einführung, 4., vollst. überarb. Aufl., Junius, Hamburg 2012, ISBN 978-3-88506-065-9.
- Wilhelm Dilthey zur Einführung, 2., vollst. überarb. Aufl., Junius, Hamburg 2014, ISBN 978-3-88506-088-8.
- Gewöhnliche Erfahrung, Mohr Siebeck, Tübingen 2014, ISBN 978-3-16-152483-7.
- Symbolische Verkörperung. Die Lebendigkeit des Sinns, Mohr Siebeck, Tübingen 2017, ISBN 978-3-16-154559-7.
- Science, Humanism, and Religion. The Quest for Orientation, Palgrave Macmillan, Basingstoke 2019, ISBN 978-3030214944.
- William James. The Will to Believe / Der Wille zum Glauben, neu übers. und hrsg. von Matthias Jung, Reclam, Stuttgart 2022, ISBN 978-3-15-014247-9.
- Leben und Bedeutung. Die verkörperte Praxis des Geistes, de Gruyter, Berlin/New York 2023, ISBN 978-3-11-106551-9.